# Nespecifična poliamin oksidaza
Nespecifična poliamin oksidaza (EC 1.5.3.17, poliaminska oksidaza (nespecifična), Fms1, AtPAO3) je enzim sa sistematskim imenom poliamin:kiseonik oksidoreduktaza (formira 3-aminopropanal ili 3-acetamidopropanal). Ovaj enzim katalizuje sledeću hemijsku reakciju
(1) spermin + O2 +2O {\displaystyle \rightleftharpoons } spermidin + 3-aminopropanal +2O2
(2) spermidin + O2 +2O {\displaystyle \rightleftharpoons } putrescin + 3-aminopropanal +2O2
(3) 1-acetilspermin + O2 +2O {\displaystyle \rightleftharpoons } spermidin + 3-acetamidopropanal +2O2
(4) 1-acetilspermidin + O2 +2O {\displaystyle \rightleftharpoons } putrescin + 3-acetamidopropanal +2O2
Ovaj enzim je flavoprotein (FAD). Ova nespecifična poliaminska oksidaza se može znatno razlikovati od drugih enzima ovog tipa. Enzim iz Saccharomyces cerevisiae ima veoma široku specifičnost. On takođe oksiduje 8-acetilspermidin. Enzim iz Ascaris suum je veoma aktivan na sperminu i spermidinu. On takođe oksiduje norspermin.

## Literatura
- Nicholas C. Price; Lewis Stevens (1999). Fundamentals of Enzymology: The Cell and Molecular Biology of Catalytic Proteins (Third изд.). USA: Oxford University Press. ISBN 019850229X.
- Eric J. Toone (2006). Advances in Enzymology and Related Areas of Molecular Biology, Protein Evolution (Volume 75 изд.). Wiley-Interscience. ISBN 0471205036.
- Branden C; Tooze J. Introduction to Protein Structure. New York, NY: Garland Publishing. ISBN 0-8153-2305-0.
- Irwin H. Segel. Enzyme Kinetics: Behavior and Analysis of Rapid Equilibrium and Steady-State Enzyme Systems (Book 44 изд.). Wiley Classics Library. ISBN 0471303097.

## Spoljašnje veze
- Non-specific+polyamine+oxidase на 